# Joseph Williams (Musiker)

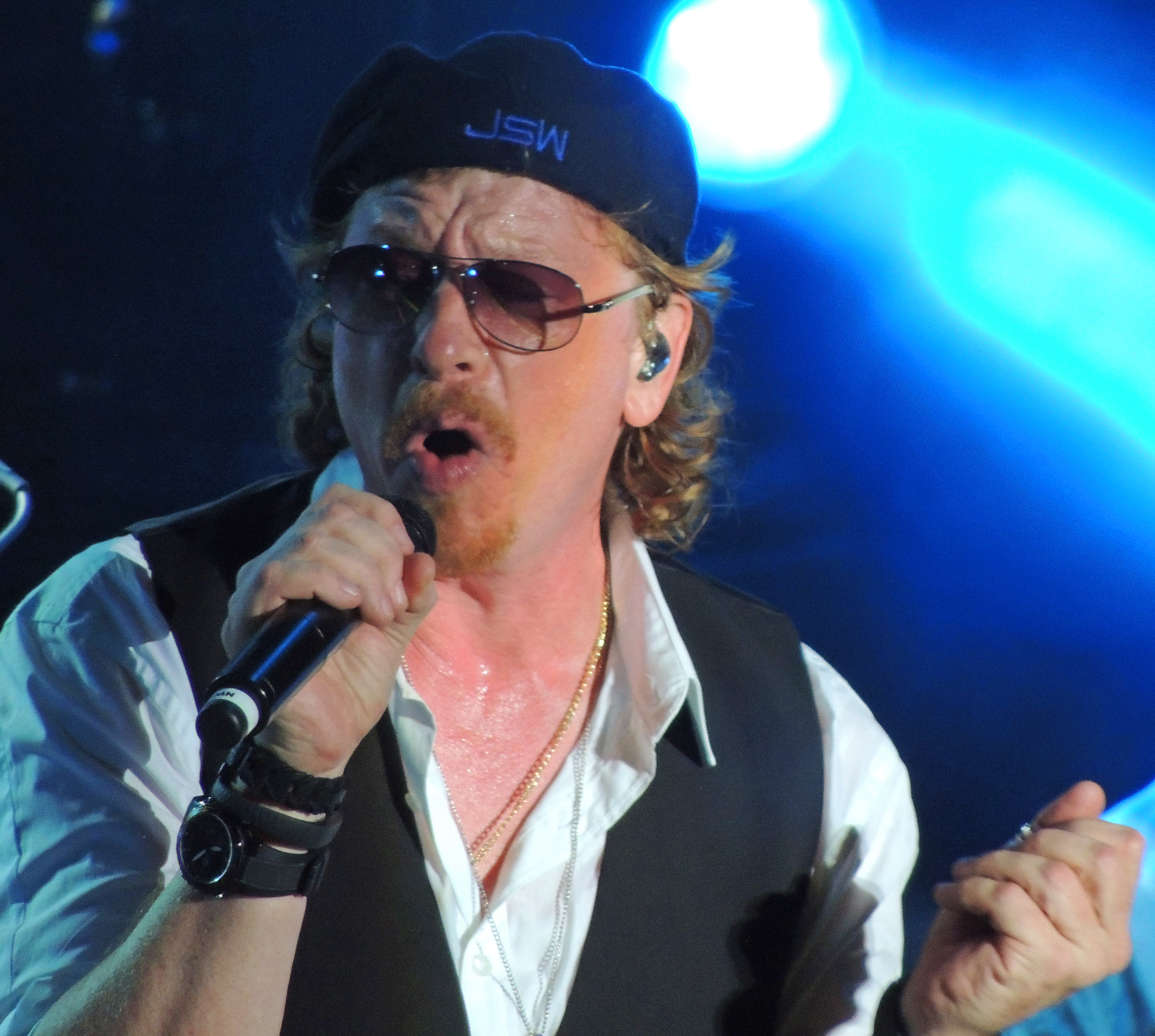
Williams bei einem Konzert in Örebro 2013

Joseph Stanley „Joe“ Williams (* 1. September 1960 in Santa Monica, Kalifornien) ist ein US-amerikanischer Rocksänger und Filmkomponist. Bekannt wurde er als Leadsänger der Rockband Toto.
Aufgewachsen ist er in Encino. Er ist der Sohn der Sängerin und Schauspielerin Barbara Ruick und des Hollywood-Komponisten John Williams sowie der Enkel des Jazz-Schlagzeugers Johnny Williams und der Schauspieler Lurene Tuttle und Melville Ruick. Er hat eine ältere Schwester und einen älteren Bruder, der ebenfalls Musiker ist.

## Karriere

### Toto
Als Leadsänger von Toto veröffentlichte Joseph Williams zunächst die Alben Fahrenheit (1986) und The Seventh One (1988). Nach der Tour 1988 musste er Toto verlassen, da seine Stimme der Belastung der vielen Konzerte nicht standhielt. Für eine kurze Promotion-Tour durch Europa für das Toto-Album Toto XX kehrte er 1998 vorübergehend zur Band zurück. Im Jahresverlauf schrieb er außerdem zusammen mit David Paich den Song Mad About You für das Album Mindfields. 2005 arbeitete Williams an Totos 2006 erschienenem Album Falling In Between mit. Er sang den Refrain von Bottom of Your Soul.
Seit Totos Kurztour durch Europa im Juli 2010 ist Williams wieder Leadsänger der Band. 2015 erschien das Album XIV mit ihm als Leadsänger.

### Solokarriere
1982 veröffentlichte er sein erstes Soloalbum Joseph Williams. Darauf war unter anderem Steve Lukather, Gitarrist von Toto, zu hören. Nach seiner Zeit bei Toto veröffentlichte Williams weitere Soloalben, an denen auch Mitglieder von Toto mitarbeiteten. 1996 erschien I Am Alive in Japan und ein Jahr später in Europa. 1997 wurde sein drittes Soloalbum 3 veröffentlicht. 1999 veröffentlichte er das Album Early Years mit einigen Demo-Versionen früherer Jahre. 2008 erschien das Soloalbum This Fall.
Zum Projekt Vertigo, das er mitinitiierte, steuerte er den Gesang bei, ohne an der gesamten Produktion beteiligt zu sein, weshalb die beiden Alben nicht unter seinem Namen veröffentlicht wurden.

### Arbeit als Filmkomponist

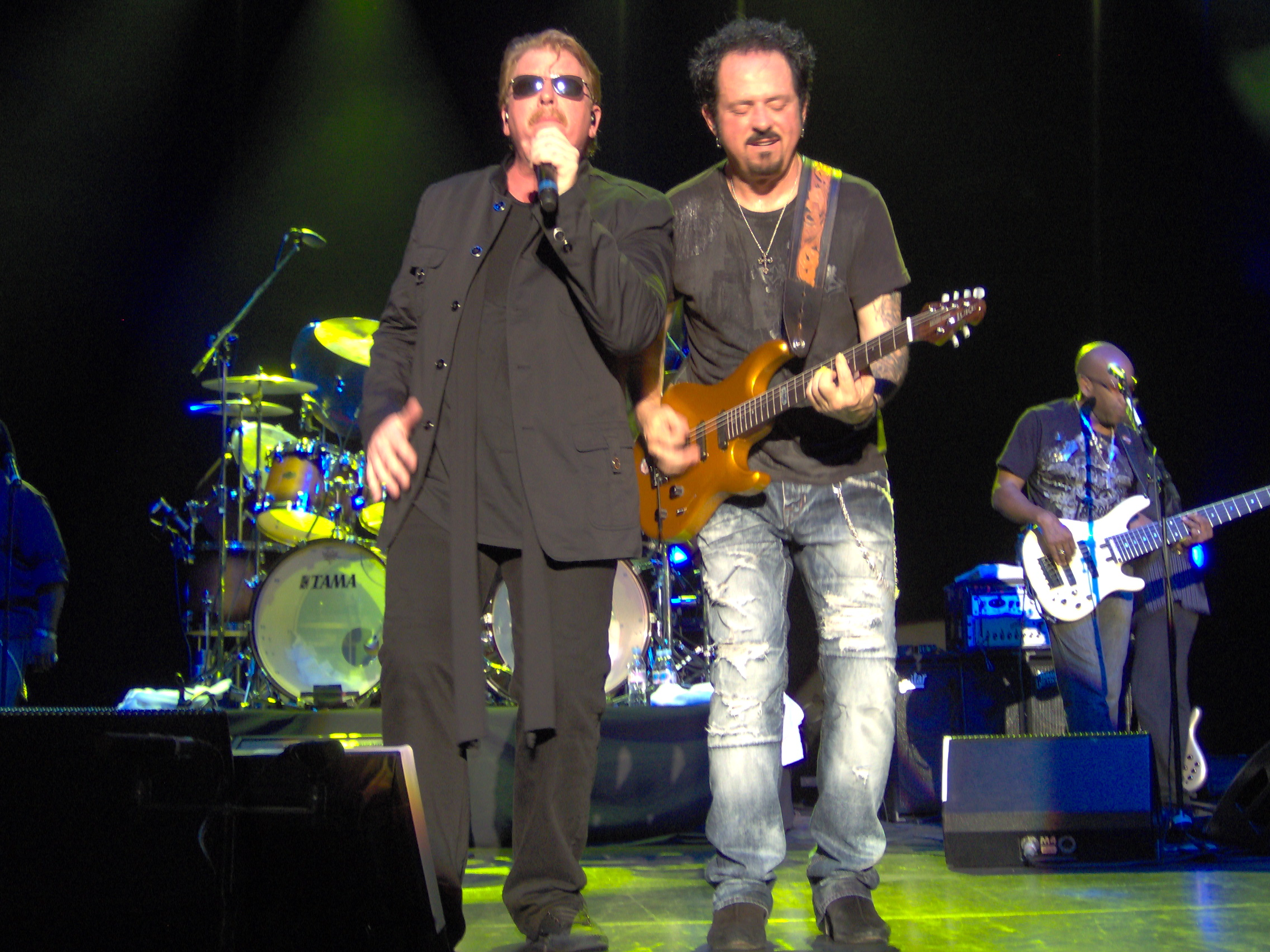
Joseph Williams (l.) mit Toto (r. Steve Lukather) am 20. Juli 2010 in Kopenhagen

In Zusammenarbeit mit seinem Vater wirkte er an den Soundtracks zu den Filmen A.I. Artificial Intelligence, Return Of The Jedi und The Fury mit. Von ihm stammt der Soundtrack zum Film Im Fadenkreuz des Todes und zur CBS-Miniserie Category 7 – Das Ende der Welt. Die Single Can You Feel the Love Tonight wurde im November 2020 in den USA mit Platin und im September 2024 im UK mit Gold ausgezeichnet. 2023 erhielt er für das Lied Hakuna Matata aus dem Film Der König der Löwen eine Doppelplatin-Schallplatte in den USA.
Er schrieb Musik für Fernsehserien wie Roswell, The Lyon’s Den und Miracles. Für letztere erhielt er eine Emmy-Nominierung für Outstanding Main Title Theme Music. 2002 schrieb er die Musik zum Kurzfilm Another Life.

### Arbeit mit anderen Künstlern
Williams arbeitet immer wieder mit anderen Künstlern zusammen. Er sang drei Lieder für Jay Graydons Album Airplay for the Planet und ging mit ihm auch auf Tour. Im Film Der König der Löwen ist er als Singstimme des erwachsenen Simba zu hören. Mit Bobby Kimball, Jason Scheff und Bill Champlin (bzw. Tommy Funderburk) nahm er unter dem Namen West Coast All Stars zwei A-cappella-Alben auf. Mit dem schwedischen Gitarristen Tommy Denander arbeitete er an dessen Projekt Radioactive. Er war als Backgroundsänger am ersten Album Ceremony of Innocence beteiligt. Auf Peter Friestedts Alben LA Project und LA Project II steuerte er zu einem bzw. zwei Songs den Gesang bei. Steve Lukather engagierte ihn als Backgroundsänger für sein Soloalbum Ever Changing Times.

## Diskografie (Auszug)
Toto
- Fahrenheit (1986)
- The Seventh One (1988)
- XX (1977–1997) (1998, Songs Last Night, In a Word)
- Falling in Between (2006, Bottom of Your Soul)
- Live in Poland (2013)
- XIV (2015)
- 40 Tours Around the Sun (live, 2019)
- All In (1978–2018) (2020)

Solo
- Joseph Williams (1982)
- I Am Alive (1996)
- 3 (1997)
- Early Years (1999, Demo-Kollektion)
- Vertigo (2003)
- Two of Us (2006, Coveralbum)
- Vertigo 2 (2006)
- Smiles und Tears (2007, Coveralben)
- This Fall (2008)
- Denizen Tenant (2021)

Champlin • Williams • Friestedt
- Live in Concert (2013, CD, DVD)
- II (2020)

Andere Projekte
- Chicago: Chicago 16 (1982)
- OST The Goonies (1986)
- Jay Graydon: Airplay for the Planet (1993)
- OST The Lion King (1994)
- David Garfield: Tribute To Jeff (1997)
- West Coast All Stars: California Dreamin (1997)
- West Coast All Stars: Naturally (1998)
- Radioactive: Ceremony Of Innocence (2001)
- Peter Friestedt: LA Project (2002)
- The Richie Zito Project: Avalon (2006)
- Peter Friestedt: LA Project II (2008)